# Hydraena subintegra
Hydraena subintegra är en skalbaggsart som beskrevs av Ludwig Ganglbauer 1901. Hydraena subintegra ingår i släktet Hydraena och familjen vattenbrynsbaggar.

## Underarter
Arten delas in i följande underarter:
- H. s. aroensis
- H. s. subintegra